# Huis Lobkowicz

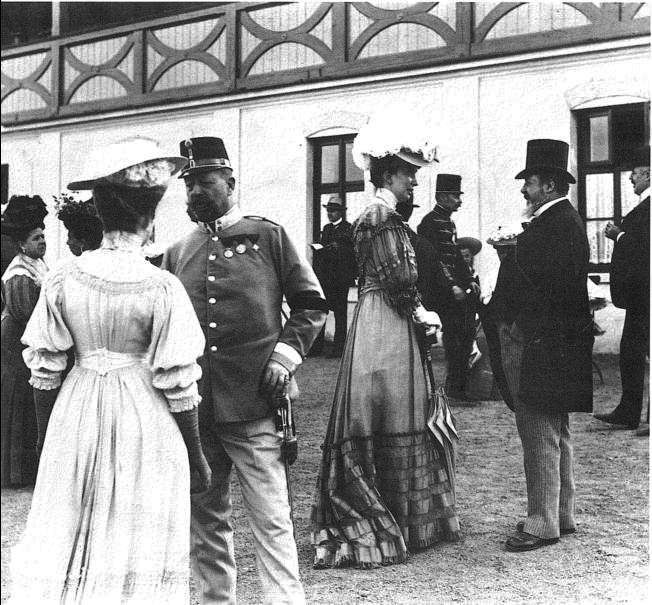
Links: Prinses Johanna Rohan en General Prins Zdenko Lobkowitz aan Kuchelbad Prager Rennbahn.

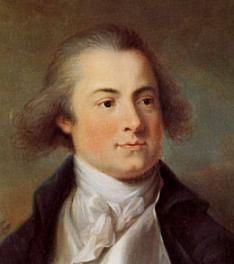
Furst Franz Joseph Maximilian von Lobkowitz

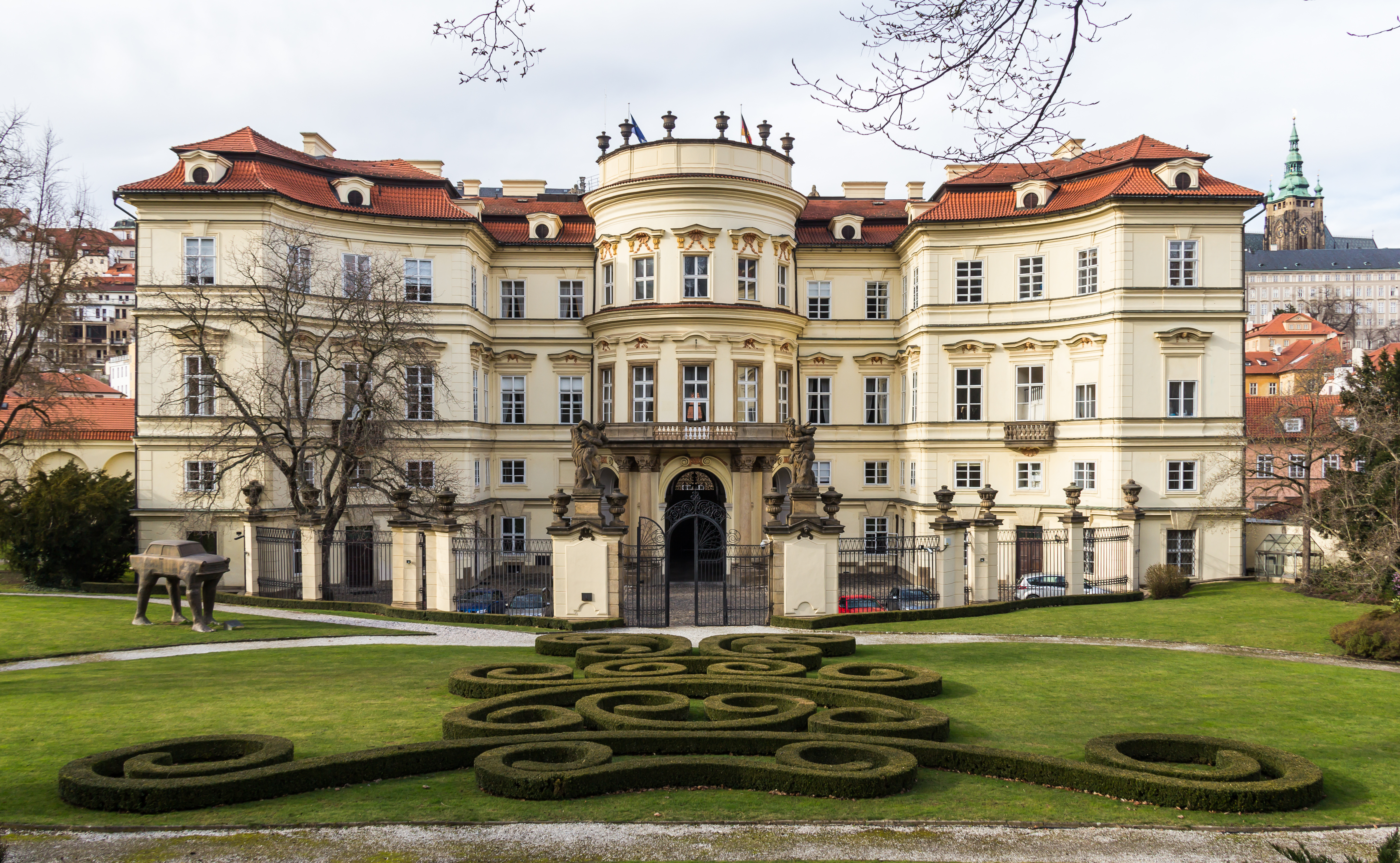
Paleis Lobkowicz te Praag

Lobkowicz, ook gespeld Lobkowitz, Lobkovic, is een van oorsprong Boheems adellijk geslacht. Een tak van de familie behoort thans tot de Belgische adel.
Het geslacht heette oorspronkelijk Popel (Duits: Asche), maar noemde zich na het verwerven van heerlijkheid en burcht Lobkovic in 1407 Lobkovic (Duits: Lobkowitz; Tsjechisch: Lobkowicz). In 1459 werden Mikuláš Chudý (Nicolaas de Arme), een van de invloedrijkste personen in Bohemen, en zijn broer Jan in de baronnenstand verheven. Veel telgen uit het geslacht namen dienst bij de Habsburgers en daardoor kregen de Lobkowicz ook in Oostenrijk voet aan de grond.
Op 17 augustus 1624 werd Zdenko Adalbert in de rijksvorstenstand opgenomen. Op 23 augustus 1641 werd de heerlijkheid Neustadt tot vorstelijk graafschap Störnstein verheven. Op 9 juli 1646 werd het hertogdom Sagan in Silezië verworven, dat in 1785 verkocht werd. Op 30 juni 1653 kreeg de vorst van Lobkowitz een zetel in de raad van vorsten van de Rijksdag.

## Belgische tak
Prins Ladislas de Lobkowicz (Krimice 24 oktober 1925 – Ukkel 28 januari 1985) was de jongere broer van het familiehoofd, prins Jaroslav de Lobkowicz (1910–1985), dertiende vorst van Lobkowicz. Zij waren respectievelijk het dertiende en het vierde van de veertien kinderen van Jaroslav de Lobkovicz (1877–1953), elfde vorst van Lobkovicz, en van de Belgische gravin Marie de Beaufort-Spontin (1885–1942). Hun zus Marie Cunigonde de Lobkowicz (1906–2005) trouwde met de Belgische graaf Charles de Limburg Stirum (1906–1989). Hun broer Johann-Nepomuk (1920–2000) trouwde als weduwnaar van Marie Therese gravin van Belcredi (1922–1978) met de Belgische gravin Pauline d'Ursel (1926). Een andere broer, Christian (1924–2001), vestigde zich met zijn gezin eveneens in België.
Prins Ladislas zelf trouwde in 1954 met de Belgische gravin Thérèse Cornet d'Elzius du Chenoy (°1932), lid van het huis Cornet. De banden met België waren dan ook al sterk toen hij, na eerst de Belgische nationaliteit te hebben verworven, geïncorporeerd werd in de Belgische adel door koning Boudewijn op 12 februari 1958. Zijn titel is overdraagbaar op alle afstammelingen die de naam dragen, als prins (of prinses) de Lobkowicz, met het predicaat Doorluchtige Hoogheid.

## Bekende telgen
- Polyxena von Lobkowicz (1566-1642), was getrouwd met Zdenko Adalbert Popel von Lobkowicz.
- Prins Wenzel Eusebius von Lobkowicz (1609–1667), Boheems politicus en diplomaat
- Monseigneur Ferdinand Maria van Lobkowitz (1726–1795), 17de bisschop van Gent
- Fürst Franz Joseph Maximilian von Lobkowitz (1772–1816), belangrijk mecenas voor Beethoven
- Prins Jiří Kristián z Lobkovic (1835–1908), Boheems politicus, Tsjechisch nationalist
- Prins Jaroslav, 11de vorst Lobkowicz (1877–1953)
- Prins Friedrich Franz, 12e vorst Lobkowicz (1907–1954)
- Prins Jaroslav, 13de vorst Lobkowicz (1910–1985)
- Prins Jaroslav, 14de vorst Lobkowicz (°1942), familiehoofd, parlementslid in Tsjechië, getrouwd met Elisabeth de Vienne. Ze hebben drie zoons.
- Prins Vladimir (°1972), zoon van voornoemde, toekomstige 15de vorst Lobkowicz.
- Prins Frantisek von Lobkowicz (1948), bisschop van Ostrava en Opava
- Prins Wenceslas de Lobkowicz (1953), Europees ambtenaar, gemeenteraadslid van Breuilpont, bewoner van het château de Breuilpont dat via zijn Belgische grootmoeder Marie gravin de Beaufort-Spontin (1885–1942) aan zijn vader Johann-Nepomuk werd toebedeeld.
- Prins Jiří Jan Lobkowicz (1956), Tsjechisch politicus
- Prins Michal Lobkowicz (1964), Tsjechisch politicus
- Prinses Ariane de Lobkowicz-d'Ursel (1996), Belgisch politicus

## Paleizen
Familieleden hebben verschillende paleizen in het bezit (gehad) die de familienaam dragen. In Praag staan twee paleizen, het Paleis Lobkowicz waar later de Chinese en sinds 1974 de Duitse ambassade in Praag is gevestigd, en het Paleis Lobkowicz in de Praagse burcht, waar een museum is gevestigd dat een deel van de kunstverzameling van de familie toont. Verder is er nog een Paleis Lobkowicz in de Oostenrijkse hoofdstad Wenen.